# Tommy Banks
Thomas Banks, noto come Tommy Banks (Farnworth, 10 novembre 1929 – Bolton, 13 giugno 2024), è stato un calciatore inglese, di ruolo difensore.

## Carriera

### Club
Giocò per tutta la carriera nel Bolton.

### Nazionale
Partecipò ai Mondiali del 1958 con la nazionale, con la quale in carriera giocò in totale 6 partite.

## Statistiche

### Cronologia presenze e reti in nazionale
| Cronologia completa delle presenze e delle reti in nazionale ― Inghilterra | Cronologia completa delle presenze e delle reti in nazionale ― Inghilterra | Cronologia completa delle presenze e delle reti in nazionale ― Inghilterra | Cronologia completa delle presenze e delle reti in nazionale ― Inghilterra | Cronologia completa delle presenze e delle reti in nazionale ― Inghilterra | Cronologia completa delle presenze e delle reti in nazionale ― Inghilterra | Cronologia completa delle presenze e delle reti in nazionale ― Inghilterra | Cronologia completa delle presenze e delle reti in nazionale ― Inghilterra |
| Data                                                                       | Città                                                                      | In casa                                                                    | Risultato                                                                  | Ospiti                                                                     | Competizione                                                               | Reti                                                                       | Note                                                                       |
| -------------------------------------------------------------------------- | -------------------------------------------------------------------------- | -------------------------------------------------------------------------- | -------------------------------------------------------------------------- | -------------------------------------------------------------------------- | -------------------------------------------------------------------------- | -------------------------------------------------------------------------- | -------------------------------------------------------------------------- |
| 18-8-1958                                                                  | Mosca                                                                      | Unione Sovietica                                                           | 1 – 1                                                                      | Inghilterra                                                                | Amichevole                                                                 | -                                                                          |                                                                            |
| 8-6-1958                                                                   | Göteborg                                                                   | Unione Sovietica                                                           | 2 – 2                                                                      | Inghilterra                                                                | Mondiali 1958 - 1º turno                                                   | -                                                                          |                                                                            |
| 11-6-1958                                                                  | Göteborg                                                                   | Brasile                                                                    | 0 – 0                                                                      | Inghilterra                                                                | Mondiali 1958 - 1º turno                                                   | -                                                                          |                                                                            |
| 15-6-1958                                                                  | Borås                                                                      | Inghilterra                                                                | 2 – 2                                                                      | Austria                                                                    | Mondiali 1958 - 1º turno                                                   | -                                                                          |                                                                            |
| 17-6-1958                                                                  | Göteborg                                                                   | Unione Sovietica                                                           | 1 – 0                                                                      | Inghilterra                                                                | Mondiali 1958 - Spareggio                                                  | -                                                                          |                                                                            |
| 4-10-1958                                                                  | Belfast                                                                    | Irlanda del Nord                                                           | 3 – 3                                                                      | Inghilterra                                                                | Amichevole                                                                 | -                                                                          |                                                                            |
| Totale                                                                     |                                                                            | Presenze                                                                   | 6                                                                          |                                                                            | Reti                                                                       | 0                                                                          |                                                                            |

## Palmarès

### Club

#### Competizioni nazionali
- Coppa d'Inghilterra: 1

Bolton: 1957-1958
- Community Shield: 1

Bolton: 1958
- Football League War Cup: 1

Bolton: 1944-1945